# وک انرژی
وک انرژی (انگلیسی: WEC Energy) شرکت برق آمریکایی است، که در سال ۱۸۹۶ تأسیس شد.